# 周培源故居
31°25′42″N 119°56′22″E / 31.42831°N 119.93950°E
周培源故居，位于中华人民共和国江苏省无锡市宜兴市芳桥镇后村，是周培源的故居，为江苏省文物保护单位。

## 特点
周培源故居修建于民国时期，为前后三进建筑，面积750平方米。1985年，周培源将故居房屋捐献给家乡。中共宜兴县委、宜兴县人民政府对故居进行了全面整修。1996年11月，宜兴市人民政府公布其为宜兴市文物保护单位。2011年12月30日，江苏省人民政府认定其为江苏省文物保护单位。